# Asphondylia riveae
Asphondylia riveae är en tvåvingeart som beskrevs av Mani 1934. Asphondylia riveae ingår i släktet Asphondylia och familjen gallmyggor. Inga underarter finns listade i Catalogue of Life.